# Гулиев, Самир
Самир Гулиев (азерб. Samir Quliyev; 26 августа 1984) — российский и азербайджанский футболист.

## Клубная карьера
Является воспитанником владикавказской школы «Юность». С 2001 по 2002 годы играл в любительской команде «Владикавказ». В сезоне 2003/04 года выступал за азербайджанский клуб «Шафа», за который в Высшей лиге провёл 13 матчей, в которых забил один мяч. В 2004 году играл за любительский клуб «Пищевик-БМК» из Беслана.  В сезоне 2004/05 года выступал за «Шамкир», проведя за клуб 7 матчей. В следующем сезоне выступал за МОИК, сыграл 20 матчей в Высшей лиге. В сезоне 2006/2007 играл за Гянджларбирлийи. В сезоне 2007/2008 годов играл в клубе Первого дивизиона «Бакылы», с которым вышел в Высшую лигу. Однако, в следующем сезоне провёл лишь один матч за «Олимпик» из Баку. В сезоне 2010/2011 вернулся в «Бакылы». В сезоне 2011/2012 годов провёл один матч за «Симург» в Премьер-Лиге. Завершил профессиональную карьеру в «Бакылы».